# Шуман, Густав (писатель)
Густав Шуман (нем. Gustav Schumann; 20 мая 1851, Требзен (Мульде) — 7 октября 1897, Лейпциг) — немецкий писатель-сатирик, писавший на саксонском диалекте.
Окончил учительскую семинарию в Гримме (1870). В 1870—1871 гг. состоял на военной службе в прусской армии в ходе Франко-прусской войны. Демобилизовавшись, с 1872 г. работал учителем гимназии в Лейпциге, одновременно слушал курс философии в Лейпцигском университете.
В 1876 г. вместе с братом Паулем (1856—1881) начал публиковать в юмористическом журнале «Puck» сатирические рассказы, написанные от лица персонажа по имени Фриц Блимхен, «партикулярист Блимхен из Дрездена» (нем. Partikularisten Bliemchen aus Dresden). С 1878 г. братья начали выпускать эти рассказы отдельными брошюрами, а после смерти Пауля Шумана Густав продолжил творческую деятельность в одиночку. Было выпущено 20 брошюр с однотипными названиями: «Блимхен в Париже», «Блимхен в Лондоне», «Блимхен в Тироле», «Блимхен рядом с Бисмарком» и т. д. Как отмечала Энциклопедия Брокгауза и Ефрона, «снабжённые забавными иллюстрациями, книжки эти имели огромное распространение в Германии».
Изначальной задачей рассказов Шумана было сатирическое высмеивание местной ограниченности, приоритетов саксонской мелкой буржуазии, по-прежнему (несмотря на состоявшееся объединение Германии) заинтересованной лишь в своих региональных делах и враждебно настроенной по отношению к Пруссии. Однако в общем восприятии созданный Шуман центральный образ быстро стал восприниматься как шарж на типичного саксонца.